# 1598 aux échecs
| Années des échecs : 1595 - 1596 - 1597 - 1598 - 1599 - 1600 - 1601    |
| Décennies des échecs : 1560 - 1570 - 1580 - 1590 - 1600 - 1610 - 1620 |

Cet article présente les faits marquants de l'année 1598 aux échecs.

## Nécrologie
- Paolo Boï, empoisonné[1].